# 12 Dywizja Piechoty (LWP)
12 Dywizja Piechoty (12 DP) – związek taktyczny piechoty ludowego Wojska Polskiego.
W 1945 sformowano 12 Dywizję Piechoty w składzie 2 Armii Wojska Polskiego. Jej głównym zadaniem była ochrona pogranicza w rejonie Szczecina. Kombinowany pułk piechoty ze składu dywizji wziął w 1947 udział w Akcji „Wisła”.
W grudniu 1958 12 Dywizję Piechoty przeformowano na etaty dywizji zmechanizowanej.

## Formowanie i szkolenie

### Na Lubelszczyźnie
Na podstawie rozkazu Naczelnego Dowódcy WP Nr 41 (023/Org.) z 6 października 1944, w Zamościu i okolicach rozpoczęto formowanie 12 DP dla 3 Armii WP.
Struktura organizacyjna'
| Dowództwo 12 Dywizji Piechoty                    |
| 19 pułk piechoty                                 |
| 21 pułk piechoty                                 |
| 23 pułk piechoty                                 |
| 41 pułk artylerii lekkiej                        |
| samodzielny batalion szkolny piechoty            |
| 8 samodzielny dywizjon artylerii samochodowej    |
| 12 samodzielna kompania zwiadowcza               |
| 23 samodzielny batalion saperów                  |
| 18 samodzielna kompania łączności                |
| 7 samodzielna kompania obrony chemicznej         |
| 17 samodzielna kompania transportu samochodowego |
| 16 piekarnia polowa                              |
| 14 samodzielny batalion sanitarny                |
| 12 szpital weterynaryjny                         |
| pluton dowódcy artylerii                         |
| ruchome warsztaty mundurowe                      |
| 3067 poczta polowa                               |
| 1889 bank polowy                                 |

Stan etatowy przewidywał 11 390 żołnierzy.
15 listopada 1944 zaniechano tworzenia 3 A WP. Będące w początkowym stadium organizacji oddziały dywizji rozformowano, żołnierzy przekazano jednostkom 2 A WP, a sprzęt i uzbrojenie zwrócono do magazynów l Frontu Białoruskiego.

### W Wielkopolsce
Rozkazem Nr 058/Org. Naczelnego Dowódcy WP z 15 marca 1945, w terminie do 30 kwietnia 1945 nakazano powtórnie sformować 12 DP. Proces formowania dywizji rozpoczął się 24 marca. Do Poznania przybyła pierwsza grupa kierowców i oficerów z rezerwowego batalionu oficerskiego z Bielan koło Warszawy. Zajęli oni początkowo kwatery w barakach przy ul. Grunwaldzkiej, a następnie przy ul Chocimskiej. Pierwsi podoficerowie i żołnierze przybyli 2 kwietnia z 6 batalionu zapasowego. Na dowódców pułków i batalionów w większości wyznaczono oficerów radzieckich. Pozostali oficerowie pochodzili z rezerwowego batalionu oficerskiego i polskich szkół oficerskich. Pobór dla potrzeb dywizji realizowały RKU: Gniezno, Włocławek, Poznań, Brodnica, Toruń, Kościan, Szamotuły i Bydgoszcz.
W maju dywizja liczyła 9536 żołnierzy, w tym 698 oficerów, 2544 podoficerów i 6294 szeregowych. Większość zmobilizowanych żołnierzy pochodziła z Poznańskiego i Bydgoskiego, ok. 20% z Wileńszczyzny. Do 21 maja w pełni skompletowano także uzbrojenie i wyposażenie.
W dniach 1, 3 i 9 maja dywizja defilowała przed mieszkańcami Poznania.
27 kwietnia rozpoczęto szkolenie wojsk. W zakresie wyszkolenia bojowego zwracano uwagę na umiejętne prowadzenie natarcia, zaciętości i wytrwałości w obronie, zwalczanie czołgów oraz lotnictwa. W zakresie pracy politycznej, wpajano dowódcom i szeregowym zasady żelaznej dyscypliny, wytrwałości w wykonywaniu zadań bojowych oraz ugruntowanie nienawiści do wroga. Planowe szkolenie poprzedzono ćwiczeniami pokazowymi na temat „Organizacja i przeprowadzenie zajęć wyszkolenia taktycznego i ogniowego”. Szkolenie bojowe pododdziałów prowadzone było w systemie 10 godzinnym. Informacje polityczne realizowano dwa razy w tygodniu w godzinach wieczornych. W maju przerobiono tematykę z zakresu wyszkolenia pojedynczego strzelca, działania drużyny w natarciu i obronie, zadania kompanii w ubezpieczeniu, naukę o broni i zasady służby wartowniczej.
Struktura dywizji
| Nazwa jednostki                                                     | Miejsce formowania |
| ------------------------------------------------------------------- | ------------------ |
| Dowództwo 12 Dywizji Piechoty                                       | Poznań             |
| 39 pułk piechoty                                                    | Gniezno            |
| 41 pułk piechoty                                                    | Poznań             |
| 43 pułk piechoty                                                    | Biedrusko          |
| 34 pułk artylerii lekkiej                                           | Poznań             |
| 15 samodzielny dywizjon artylerii przeciwpancernej                  | Poznań             |
| 17 samodzielny batalion saperów                                     | Biedrusko          |
| 19 samodzielny batalion łączności                                   | Gniezno            |
| pluton dowodzenia dowódcy artylerii 12 DP                           | Poznań             |
| samodzielna szkolna kompania strzelecka                             | Poznań             |
| 15 samodzielna kompania obrony przeciwgazowej                       | Gniezno            |
| 20 samodzielna samochodowa kompania podwozu                         | Gniezno            |
| 12 samodzielna kompania wywiadowcza                                 | Poznań             |
| 9 samodzielny batalion medyczno-sanitarny                           | Gniezno            |
| 26 samodzielny ambulans weterynaryjny                               | Gniezno            |
| 28 piekarnia polowa                                                 | Gniezno            |
| ruchomy warsztat taborowo-mundurowy                                 | Gniezno            |
| 3242 wojskowa stacja pocztowa                                       |                    |
| 2126 polowa kasa banku państwowego                                  |                    |
| 4 (17) samodzielna kompania przeciwlotniczych karabinów maszynowych | Gniezno            |

Ogólny stan etatowy przewidywał: 9624 ludzi, 184 samochody, 1602 konie, 252 działa.

## Dywizja na Pomorzu Zachodnim
Dywizja na granicy
Będąca od 19 maja w podporządkowaniu 2 A WP otrzymała zadanie przedyslokować się w rejon Goleniowa i obsadzić pas graniczny od ujścia Odry po Gryfino. Dzień rozpoczęcia marszu wyznaczono na 22 maja, a 1 czerwca dywizja miała zamknąć linię Odry i nie dopuścić do przechodzenia ludności niemieckiej na teren Polski. Na linii Odry oddziały dywizji miały wystawić punkty kontrolne i zorganizować wzdłuż rzeki służbę patrolową.
21 maja jako pierwszy wyruszył z Gniezna 39 pp. Pozostałe oddziały i sztab dywizji wyruszyły w dniu następnym z Poznania. Sprzęt artyleryjski i część taborów wysłano transportem kolejowym.
Kolejny rozkaz rozszerzył pas odpowiedzialności dywizji do Schwedt i wskazał jako miejsce postoju sztabu Stargard.
1 czerwca oddziały osiągnęły okolice Stargardu, 4 czerwca do Kamienia Pomorskiego przybył 39 pp. Na południu rozwijał się 41 pp, a dalej 43 pp. Organizowano punkty kontrolne. Ochrona granicy zorganizowana była na zasadzie obrony pułku na szerokim froncie. Każda czata wystawiała 2 placówki w sile wzmocnionej drużyny, te z kolei 1–2 posterunki po 2–3 żołnierzy. Ponadto każda czata organizowała podsłuch i wystawiała patrole. Obserwację prowadzono z wież obserwacyjnych, kontrolowano wszystkie główne drogi.
Na przełomie czerwca i lipca dywizja uczestniczyła w akcji wysiedlenia ludności niemieckiej z pasa przygranicznego. W ciągu kilkunastu dni wysiedlono 192 786 Niemców. W miejscowości Lindenburg utworzono punkt przejścia dla powracających z Niemiec Polaków, byłych robotników przymusowych oraz jeńców powracających do kraju.
Zamknięcie granicy państwowej uniemożliwiło powrót ludności niemieckiej na Pomorze Zachodnie. Przyczyniło się do stabilizacji sytuacji w rejonie przygranicznym. We wrześniu dywizja przejęła od 5 DP odcinek Szwedt, Kostrzyn. W październiku obsadzono nową linię graniczna na zachód od Szczecina. Zadanie to wykonały dwa bataliony 41 pp i szwadron kawalerii z 2 pułku kawalerii.
W listopadzie oddziały dywizji zakończyły pełnienie służby granicznej. Odcinki graniczne przekazano nowo powstałym oddziałom Wojsk Ochrony Pogranicza. Zgodnie z rozkazem dowódcy OW II, 900 żołnierzy dywizji zostało przekazanych do tworzonego 3 Oddziału Ochrony Pogranicza.
Akcja osiedleńcza
Akcja osadnictwa wojskowego na Pomorzu Zachodnim rozpoczęła się w kwietniu 1945. Dywizja otrzymała rozkaz utworzyć Obwód Osadnictwa Wojskowego nr 1. Obejmował on powiaty: Gryfino, Kamień Pomorski, Wolin oraz częściowo Nowogard. W lipcu zorganizowano Centralny Punkt Rozdzielczy w Stargardzie. Jego zadaniem było kierowanie osadników wojskowych do określonych powiatów i do powiatowych punktów rozdzielczych w Goleniowie i Gryfinie. Zadania te wykonywały grupy operacyjne 39 pp i 41 pp. We wrześniu utworzono Obwodową Komisję Osadnictwa Wojskowego. Udzielała ona długofalowej pomocy osadnikom wojskowym. Była to pomoc przy naprawie maszyn, domostw, dostarczanie z wojskowych zapasów zboża, koni i bydła. Podejmowała ona także interwencje na rzecz interesów osadników wojskowych w ogniwach administracji państwowej. Do października przez punkty rozdzielcze przeszło 9451 zdemobilizowanych żołnierzy.
Żołnierze dywizji zabezpieczali również proces repatriacyjny. Przez punkt repatriacyjny w Szczecinie przeszło we wrześniu 2745 repatriantów, w październiku 20 237, a w listopadzie już 78 816. Ogółem w 1945 punkt ten obsłużył 119116 rodaków chcących osiedlić się na Pomorzu Zachodnim. Każdy transport repatriantów witała orkiestra wojskowa.
Akcja żniwna
14 lipca 1945 dowódca dywizji wydał rozkaz w sprawie przeprowadzenia sianokosów i zbiorów zboża. Utworzono specjalne brygady robocze. W każdej jednostce zorganizowano grupy remontowe do naprawy maszyn i sprzętu rolniczego. Na czas żniw wstrzymano szkolenie bojowe pododdziałów. Do 29 września oddziały dywizji uprzątnęły zboże i siano z 20 615 ha. Najlepszych żniwiarzy nagrodzono urlopami i pochwałami oraz przedstawiono do odznaczeń państwowych. 30 września zorganizowano w Stargardzie dożynki.
Po zakończeniu żniw przystąpiono do prac jesiennych i do 10 października zaorano 3162 ha, zasiano zbożem ozimym 2523 ha i wymłócono 3480 ton zboża.
W 1946 akcję powtórzono. Do 7 czerwca 1946 zaorano 6575 ha i obsiano 2677 ha pól. W pracach polowych wzięło udział 222 żołnierzy, 287 koni i 5 traktorów. W żniwach zebrano zboże z 3576 ha. Po ich zakończeniu przystąpiono do orki i siewu. Do 15 września zaorano 1715 ha i obsiano 913 ha.
W 1947 zmienił się zakres pomocy rolnictwu. Pomagano głównie w zakresie fachowej obsługi traktorów i maszyn, wypożyczano konie i sprzęt, a tylko w wyjątkowych sytuacjach bezpośrednio brano udział w pracach w polu. Jesienią żołnierze dywizji wzięli udział w akcji „walki z ugorami i nieużytkami”. Zaorano tym razem 8000 ha. Po raz pierwszy pomoc skierowano do państwowych majątków rolnych.
Rok 1947 był ostatnim, w którym żołnierze dywizji bezpośrednio uczestniczyli w akcji orno-siewnej. Od tej pory pomoc na rzecz gospodarki rolnej miała charakter doraźny, mający związek z klęskami lub zagrożeniem mienia.
Nie obyło się przy tym bez wypadków śmiertelnych. W 1945 w Klęskowie mina pułapka ukryta w przydrożnym rowie zabiła 5 żołnierzy 43 pp. 25 maja 1946 samochód z 34 pal najechał na minę, w wyniku czego śmierć poniósł kan. Adam Krupski, a trzech innych żołnierzy zostało rannych.

### Skład i rozmieszczenie 1948
- Dowództwo 12 Dywizji Piechoty – Szczecin, ul. Zaleskiego[7]
- 39 pułk piechoty – Trzebiatów
- 41 pułk piechoty – Szczecin
- 43 pułk piechoty – Stargard
- 34 pułk artylerii lekkiej – Kołobrzeg
- 15 dywizjon artylerii przeciwpancernej – Kołobrzeg
- 17 batalion saperów – Szczecin
- 33 kompania łączności – Szczecin

W 1951 przeniesiono dywizję na etaty dywizji piechoty typu A
Wiosną 1957 dywizja została zreorganizowane i otrzymała etaty dywizji piechoty typu A

## Dowódcy
- płk dypl. Józef Grażewicz 10.1944 – 11.1944 – pierwsze formowanie
- gen. bryg. Wiktor Lemantowicz (ACz) – 1945
- płk Józef Sielecki – 1947
- płk Aleksander Wygnański – 1948
- płk Józef Batkiewicz – 1949
- płk Stanisław Jackowski – 1950
- płk Aleksander Majtek – 1953
- gen. bryg. Wojciech Jaruzelski – 1957
- gen. bryg. Aleksander Jankowski – 1960

## Jednostki wojskowe 12 Dywizji Piechoty

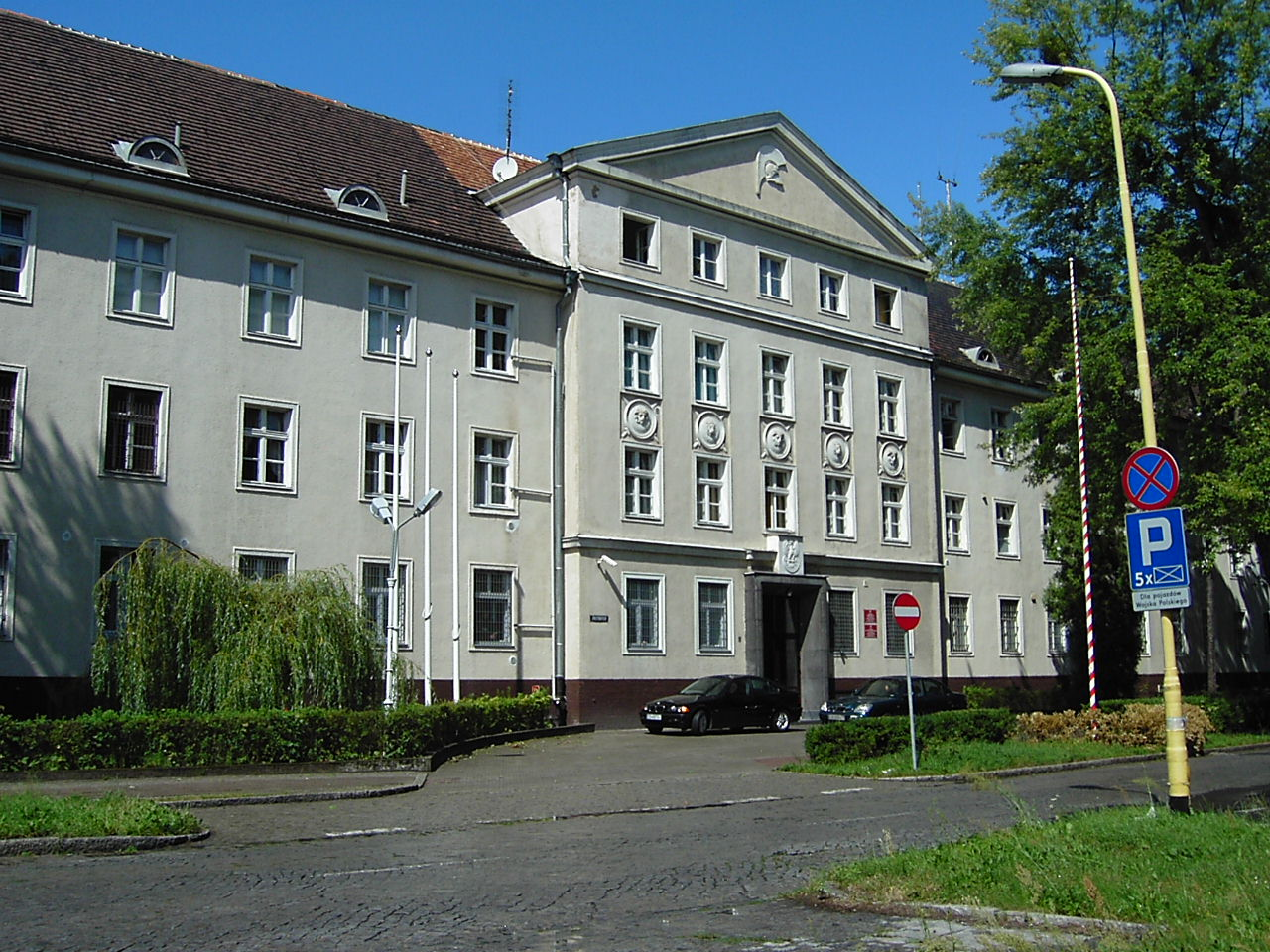
W tym budynku w Szczecinie stacjonował sztab dywizji

- JW 2476 – Dowództwo 12 Dywizji Piechoty (1945-1958)
- JW 3579 – 43 pułk piechoty (1945-1952)
- JW 3579 – 9 Zaodrzański pułk piechoty (1957-1958)
- JW 3572 – 39 pułk piechoty (1945-1949)
- JW 2485 – 41 pułk piechoty (1945-1958)
- JW 1228 – 5 Kołobrzeski pułk piechoty(1949-1958)
- JW 1785 – 70 pułk piechoty (1951-1957)
- JW 1258 – 2 pułk artylerii lekkiej (1949-1955)
- JW 1258 – 2 pułk artylerii (1955-1958)
- JW 5772 – 138 pułk artylerii lekkiej (1953-1955)
- JW 2551 – 15 dywizjon artylerii przeciwpancernej (1945-1949)
- JW 2431 – 2 dywizjon artylerii przeciwpancernej (1949-1958)[h]
- JW 1640 – 22 dywizjon artylerii przeciwlotniczej (1951-1955)
- JW 1640 – 124 pułk artylerii przeciwlotniczej (1955-1957)
- JW 1640 – 22 dywizjon artylerii przeciwlotniczej (1957-1958)
- JW 2548 – 17 batalion saperów (1945-1958)
- JW 2476 – 33 kompania łączności (1946-1949)
- JW 1017 – 33 batalion łączności (1949-1958)
- JW 1025 – 16 batalion rozpoznawczy (1955-1958)
- JW 3132 – 46 batalion samochodowo-transportowy (1955-1958)
- JW 1137 – 12 dywizyjny punkt zaopatrzenia (1956-1958)
- JW 1183 – 45 batalion medyczno – sanitarny (1955-1956)
- JW 1186 – 53 ruchomy warsztat naprawy sprzętu artyleryjskiego (1955-1957)
- JW 1186 – 53 dywizyjny warsztat uzbrojenia (1957-1958)
- JW 1760 – (39) ruchomy warsztat naprawy samochodów nr 39 (1951-1958)